# Wagner (Dakota del Sud)
Wagner è un centro abitato (city) degli Stati Uniti d'America situato nella contea di Charles Mix nello Stato del Dakota del Sud. La popolazione era di 1,566 persone al censimento del 2010.

## Storia
Wagner venne fondata nel 1900. La città fu incorporata nel 1907, e prende il nome da Walt Wagner, un direttore postale locale.

## Geografia fisica
Wagner è situata a 43°04′49″N 98°17′41″W (43.080349, -98.294799).
Secondo lo United States Census Bureau, ha un'area totale di 2,05 miglia quadrate (5,31 km²).

## Società

### Evoluzione demografica
Secondo il censimento del 2010, c'erano 1,566 persone.

### Etnie e minoranze straniere
Secondo il censimento del 2010, la composizione etnica della città era formata dal 54,7% di bianchi, lo 0,2% di afroamericani, il 40,5% di nativi americani, lo 0,2% di asiatici, lo 0,8% di altre razze, e il 3,6% di due o più etnie. Ispanici o latinos di qualunque razza erano il 3,0% della popolazione.